# Bullittův případ
Bullittův případ (anglicky Bullitt) je americký oscarový policejní krimi-thriller z roku 1968 se Stevem McQueenem v hlavní roli mlčenlivého policisty a proslulou automobilovou honičkou ve strmých ulicích San Francisca a jeho okolí, který dnes patří mezi klasiku krimi žánru.
Režisérem filmu byl Brit Peter Yates (jeho první hollywoodský film), podle scénáře  Alana Trustmana a Harryho Kleinera, knižní předlohou byl román Mute Witness Roberta L. Fishe (pod pseudonymem Robert L. Pike). Další hlavní role vytvořili Jacqueline Bisset, Robert Vaughn, Don Gordon, Robert Duvall, Simon Oakland a Norman Fell. Film získal Oscara, v roce 2007 byl zařazen mezi filmy, které je třeba uchovat v americkém „National Film Registry“ pro jeho „kulturní, historický nebo estetický význam“. Premiéru v československých kinech měl 7. 7. 1972 a Česká televize film znovu uvedla 5. července 2024 večer na programu ČT2 s původním filmovým dabingem.

## Děj
Mafián Johnny Ross zpronevěří mafiánské organizaci dva miliony dolarů a podaří se mu uprchnout do San Franciska, kde mu ctižádostivý politik Walter Chalmers (hraje Robert Vaughn) slíbí ochranu, pokud bude vypovídat před senátním výborem proti mafii. Chalmers tím chce získat politické body pro svou plánovanou kandidaturu do Kongresu. 
Ochranou klíčového svědka v hotelovém pokoji je pověřen poručíka Frank Bullitt (hraje Steve McQueen) spolu se svými kolegy Delgettim a Stantonem. Zanedlouho však do hotelového pokoje vniknout dva muži. V přestřelce je postřelen policista Stanton a Johnny Ross, který později na následky zranění umírá.
Frank Bullitt, kterému je spousta okolností a indicií v případu podezřelých, smrt klíčového svědka zatají a pustí se do nebezpečného pátrání na vlastní pěst. Odmítne Chalmersovi cokoli prozradit a ten proti policistovi i jeho nadřízenému kapitánovi Bennetovi rozpoutá ostré tažení. Bullitt přesto s Bennetovou podporou pokračuje v pátrání. Dostane se na správnou stopu, což mu potvrdí i skutečnost, že se sám stane obětí pokusu o vraždu. 
Dostane se do divoké honičky ve strmých ulicích San Francisca a poté na silnici vedoucí z velkoměsta. Vůz zločinců však na konci honičky havaruje u benzínové pumpy a oba muži v autě zahynou. Vzápětí Bullitt zjistí, že mrtvý ve skutečnosti nebyl Ross, ale jeho dvojník Albert Renick. Spěchá na letiště, odkud má skutečný Ross odletět do Říma. Tady se však opět střetne s bezcharakterním politikem Chalmersem. 

## Obsazení

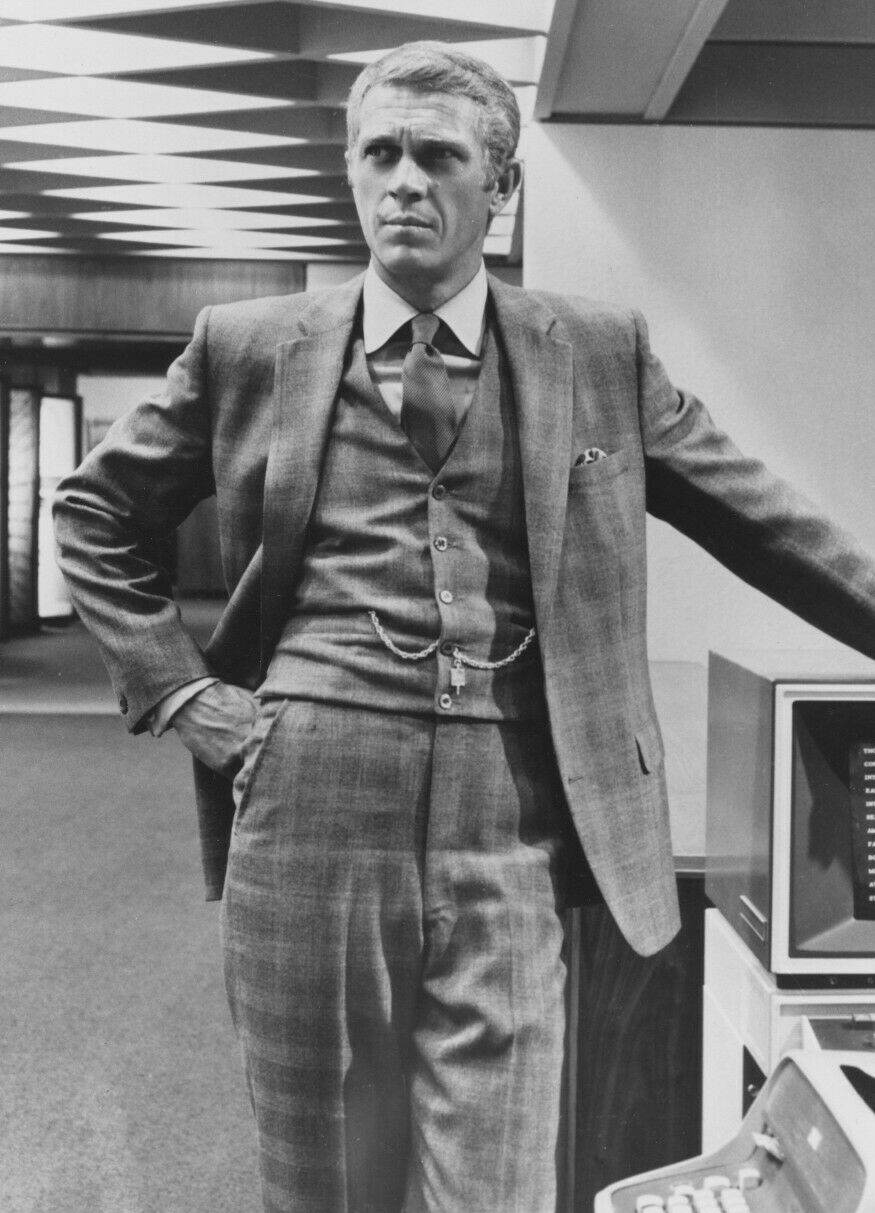
Steve McQueen v roce 1968, kdy byl film uveden do kin.

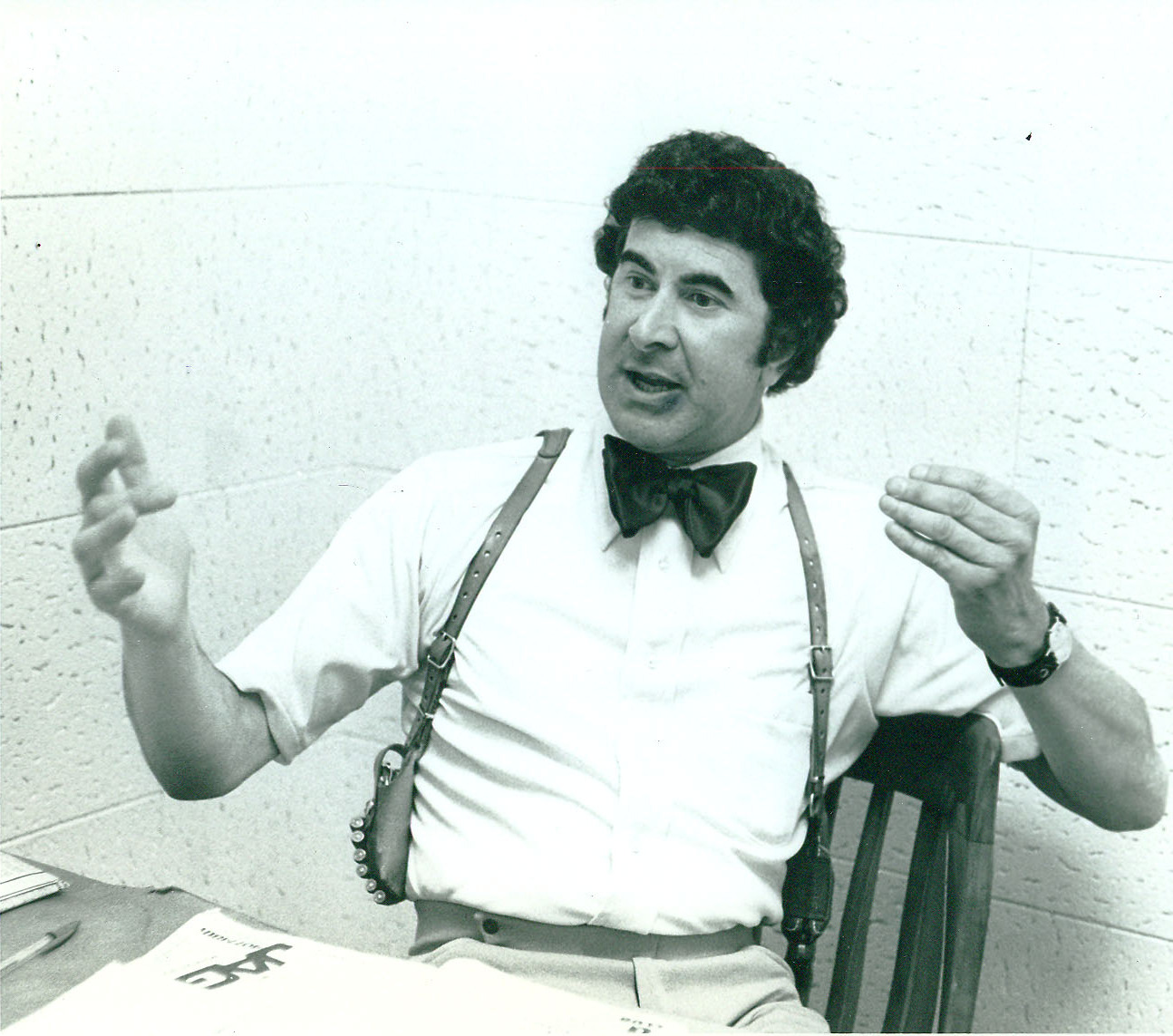
Skutečný policista Dave Toschi, který byl předobrazem Bullitta.

Obsazení filmu tak, jak ho uvádí Americký filmový institut:
| Steve McQueen        | Frank Bullitt, poručík policie v San Franciscu        |
| Robert Vaughn        | Walter Chalmers, ambiciózní politik                   |
| Jacqueline Bisset    | Cathy, Bullittova partnerka                           |
| Don Gordon           | inspektor „Del" Delgetti“, Bullittův parťák           |
| Carl Reindel         | seržant Carl Stanton                                  |
| Simon Oakland        | kapitán policie Sam Bennett, přímý nadřízený Bullitta |
| Norman Fell          | kapitán Baker                                         |
| Robert Duvall        | taxikář Weissberg                                     |
| Felice Orlandi       | Albert Renick, falešný Johnny Ross                    |
| Pat Renella          | skutečný Johnny Ross                                  |
| Georg Stanford Brown | Dr. Willard                                           |
| Justin Tarr          | Eddy, informátor                                      |
| Vic Tayback          | Pete Ross                                             |
| Paul Genge           | Mike, nájemný vrah                                    |
| Ed Peck              | Wescott, reportér                                     |
| Robert Lipton        | Chalmersův pomocník                                   |
| John Aprea           | nájemný vrah                                          |
| Bill Hickman         | nájemný vrazi                                         |
| Al Checco            | úředník v recepci                                     |

Steve McQueen vycházel při ztvárnění postavy ze skutečného sanfranciského inspektora Davea Toschiho, s nímž před natáčením spolupracoval. Steve McQueen dokonce „okopíroval“ Toschiho jedinečné podpažní pouzdro, které umožňovalo rychlé vytažení zbraně. Dave Toschi se později nechtěně proslavil spolu s inspektorem Billem Armstrongem jako hlavní sanfranciský vyšetřovatel sériových vražd (tzv. Zodiacovy vraždy), které v severní Kalifornii začaly krátce po uvedení filmu, a které se tehdy ani později nepodařilo jednoznačně objasnit, přestože policie prověřila mnoho podezřelých a vyslechla tisíce svědků.
Robert Vaughn (tehdy mu bylo 35 let) tuto roli původně odmítl, protože měl pocit, že zápletka je příliš slabá. Když Vaughn o mnoho let později uvažoval o vstupu do politiky, zjistil, že ho lidé neberou vážně nebo ho považují za nedůvěryhodného, protože si stále ještě pamatují jeho roli bezcharakterního politika v tomto filmu před mnoha lety.
Film Bullittův případ byl prvním ze tří snímků, kdy Steve McQueen spolupracoval na plátně se svým skutečným přítelem Donem Gordonem, který zde vytvořil jeho policejního parťáka. Další dva filmy, ve kterých hráli společně byly Motýlek z roku 1973 na motivy stejnojmenného autobiografického románu Henriho Charrièra a katastrofický film Skleněné peklo z následujícího roku.

## Automobilová honička
Film je kromě dalších nesporných kvalit známý zejména spektakulární automobilovou honičkou. Leonard Maltin uvedl, že filmaři mimořádně dobře využili lokací v San Franciscu, zvláště v této scéně a označil ji za „dnes již klasickou automobilovou honičku, jednu z nejlepších, který se kdy odehrála na filmovém plátně“. Emanuel Levy v roce 2003 napsal: „Bullitt obsahuje jednu z nejnapínavějších automobilových honiček v dějinách filmu, sekvenci, která revolučně změnila hollywoodské standardy“. Bruce Weber ve svém nekrologu napsaném při úmrtí režiséra Petera Yatese uvedl: „Pověst [britského] režiséra Yatese je pravděpodobně nejpevněji založena na filmu Bullitt (1968), jeho prvním film, který režíroval v Americe – a zejména na jedné konkrétní scéně, rozsáhlé automobilové honičce, která se okamžitě stala klasikou“.

### Stručný popis scény
Steve McQueen jako Bullitt jede ve svém zeleném Fordu Mustang GT Fastback první generace (který se vyráběl v letech 1964 až 1973) po ulicích San Francisca, když si všimne, že ho sleduje černé sportovní kupé Dodge Charger R/T 440 Magnum 1968. Fintou se mu podaří, že ho na chvíli ztratí z dohledu a vzápětí se objeví za nimi. Dva pasažéři v černém Dodge Chargeru si pevně zapnou pásy a na červenou vyrazí do křižovatky. 
Z pronásledovaného se stává pronásledující, ale než se Bullittovi podaří dostat z ucpané křižovatky, Dodge získá určitý náskok.  Honička nejprve probíhá ve strmých ulicích kopcovitého San Francisca, později zamíří ven z města. Když se Ford Mustang přiblíží, musí se vyhnout protijedoucímu motocyklistovi, aby ho nezabil. Na chvíli skončí na šotolině a Dodge tak získá značný náskok. Po několika kilometrech je ale Ford Mustang znova na dostřel od Dodge, a to doslova. Honička končí havárií černého Dodge u benzínky, při výbuchu zahynou oba pasažéři.

### Scéna a automobily
Scéna honičky začíná v čase 1:05:00. Celková délka scény je skoro jedenáct minut (10 minut a 53 sekund). Začíná pod dálnicí 101 v městské čtvrti Mission, když Bullitt spatří auto nájemných vrahů. Končí za městem, na výjezdu Brisbane z dálnice Guadalupe Canyon Parkway na San Bruno Mountain. Natáčení probíhalo v rozmezí několika týdnů. Sekvence honičky kombinuje několik míst značně vzdálených od sebe a sestříhaných dohromady. Zmapování trasy filmu ukazuje, že není souvislá a nelze ji projet  v reálném čase.
Společnost Ford Motor Company původně zapůjčila dva sedany Galaxie, ale producenti shledali, že vozy jsou pro skoky na kopcovitých ulicích v San Francisku příliš těžké. Domnívali se také, že honička, kde by byly dva vozy Ford by na plátně nepůsobila věrohodně a atraktivně. Produkce proto pro účely natáčení zakoupila dva stejné zelené vozy Ford Mustang a dva černé vozy Dodge Charge.
Ford Mustang GT Fastback se čtyřstupňovou manuální převodovkou měl z výroby motor V8 o objemu přibližně 6,4 litru a výkon 325 hp, ale pro natáčení motor, brzdy a zavěšení obou Mustangů výrazně upravil automobilový závodník a technik Max Balchowsky. V roce 2020 byl jeden z fastbacků prodán na aukci Mecum Auctions za rekordní cenu 3,7 milionu dolarů (~4,4 milionu dolarů v roce 2024). Dodge Chargery z roku 1968 s motorem 440 Magnum V8 o větším výkonu 375 hp zůstaly z velké části nezměněny, ale zavěšení bylo také vylepšeno.

### Natáčení honičky
Místní úřady nepovolily natáčení automobilové honičky na mostě Golden Gate Bridge, ale povolily ji v lokalitách ve středu města, včetně Bernal Heights, Mission District a na okraji sousedního Brisbane. Režisér Petr Yates požadoval pro natáčení rychlost kolem 75–80 mil za hodinu (přibližně 120-130 km/h), ve skutečnosti ale vozy občas dosahovaly až rychlosti přes 180 km/h.
Zejména v úvodní části honičky v ulicích města byly záběry z různých kamer a úhlů sestříhány dohromady, aby se vytvořila iluze různých ulic. To nevyhnutelně také vedlo k tomu, že se rychle jedoucí vozy míjely se stejnými vozidly postupně vícekrát, asi nejnápadnější a nejčastěji zaznamenaný je případ zeleného Volkswagen Brouka.
Různé „podivnosti“ a nekonzistence ale může pečlivý divák najít také v pozdější fázi honičky: těžké poškození na straně spolujezdce u Bullittova Fordu je vidět mnohem dříve než incident, který ho způsobil. Také se zdá, že Dodge Charger přišel celkem o pět krytů kol, přičemž v různých záběrech chybí různé kryty. V jedné scéně Dodge Charger narazil do kamery: poškozený přední blatník je patrný v pozdějších scénách.
Aby byl zážitek diváka co nejpůsobivější, byly často použity záběry z pohledu řidičů. Steve McQueen byl v té době prvotřídní závodník a tak řídil zejména v detailních záběrech. Přes jeho řidičské schopnosti ale pochopitelně režisér nechtěl a nemohl riskovat jeho zranění, proto ho v ostatních případech zastoupili kaskadéři. Při záběrech z pohledu řidiče se to dá poznat podle vnitřního zpětného zrcátka. Když je zrcátko Mustangu nahoře, je za volantem vidět McQueen, když je sklopeno, řídí kaskadér. 
Steva McQueena zastupovali celkem tři kaskadéři: koordinátor kaskadérů Carey Loftin, kaskadér a motocyklový závodník Bud Ekins a McQueenův obvyklý kaskadér Loren Janes. Kaskadér Bud Ekins, který McQueena dubloval již také v sekvenci filmu Velký útěk z roku 1963, v níž McQueenova postava přeskakuje na motocyklu plot z ostnatého drátu, předvádí během Bullittovy honičky kaskadérský kousek při smyku kamionu, který byl sice v nízké rychlosti, ale přesto velmi nebezpečný.
Černý Dodge Charger řídil zkušený kaskadér Bill Hickman, který současně hrál jednoho z nájemných vrahů a také pomáhal s choreografií honiček. Druhého nájemného vraha sedícího ve voze hrál Paul Genge, který si o dva roky dříve zahrál postavu, která v jedné epizodě Perryho Masona („Případ Sausalito Sunrise“) sjela s jiným vozem Dodge ze silnice a zemřela. Jeden z řidičů, kteří se účastnili natáčení honičky, v článku v časopise o mnoho let později poznamenal, že Dodge Charger (s větším motorem a větším výkonem: 375 oproti 325 hp) byl rychlejší než Mustang, takže řidiči Dodge museli ubírat plyn, aby Mustangu neujel.

### Střih záběrů
Právě střih záběrů automobilové honičky pravděpodobně vynesl Franku P. Kellerovi Oscara za střih celého filmu v roce 1968 a byl zařazen na seznam „nejlepších střihových sekvencí všech dob“. Kameraman filmu Billy Fraker připisoval úspěch sekvence honičky především práci střihače Franka P. Kellera. Uvedl, že střih je tak vynikající, že z města San Francisco udělal další „postavu“ filmu.
Střih záběrů se ale zdaleka neobešel bez potíží. Ralph Rosenblum v roce 1979 napsal: „Ti, kteří se o takové věci zajímají, možná vědí, že během natáčení vrcholné scény honičky ve filmu Bullitt neovladatelné auto plné figurín strhlo drát, který předčasně poslal nákladnou kulisu do plamenů. Střihač Frank Keller zachránil tuto katastrofu chytrým a neobvyklým skloubením obrazů, díky tomu se zdálo, že výbuch nastal ve správnou dobu.“
Scénu automobilové honičky filmoví kritici rovněž uvádějí jako průkopnickou svým realismem a originalitou. 

## Produkce
Film Bullittův případ vznikl v koprodukci McQueenovy společnosti Solar Productions a Warner Bros. Seven Arts. Film byl představen Jacku L. Warnerovi.

### Vývoj námětu
Bullittův případ byl prvním americkým filmem britského režiséra Petera Yatese. Tento režisér byl vybrán poté, co Steve McQueen viděl jeho britský film Robbery (Loupež) z roku 1967, který byl inspirován skutečnými událostmi. Jde o jednu z nejznámějších loupeží dvacátého století, která vstoupila do povědomí veřejnosti jako Velká vlaková loupež, při které 8. srpna 1963 přepadla skupina patnácti lupičů poštovní vlak z Glasgow do Londýna a během necelé půl hodiny si odnesla přes dva a půl milionu tehdejších liber.
Součástí filmu o vlakové loupeži byla také dlouhá automobilová honička. Josephu E. Levinovi, jehož společnost Embassy Pictures zajišťovala distribuci filmu Loupež pro celé USA, se britský snímek příliš nelíbil, ale Alan Trustman, který snímek viděl zrovna, když psal scény Bullittovy honičky, trval na tom, aby ostatní zvážili Peter Yatese jako režiséra pro připravovaný film Bullittův případ.
V románu Mute Witness (Němý svědek), který byl literární předlohou scénáře Bullitta, je hlavní postavou starší policejní poručík s nadváhou. D'Antoni a původní koproducent Ernest Pintoff uvažovali do hlavní postavy filmu obsadit Spencer Tracyho, ale jeho smrt v roce 1967 to znemožnila. Steve McQueen byl Tracyho velkým obdivovatelem a projektu se ujal částečně také proto, aby vzdal dodatečnou poctu tomuto herci. Původní román se také odehrával v Chicagu, nikoli v San Franciscu. 

### Realismus filmu
Film se také vyznačuje rozsáhlým využitím skutečných lokací namísto do té doby obvyklých studiových kulis pro natáčení a také důrazem na procedurální detaily, od zpracování policejních stop až po postupy na lékařské pohotovosti. Významně tomu napomohl také technický pokrok, zejména v případě kamerové techniky. Použití nových lehkých kamer Arriflex umožnilo režiséru Peter Yatesovi mnohem větší flexibilitu při natáčení v reálných lokacích.
Film byl téměř celý natočen v San Franciscu a jeho bezprostředním okolí, včetně např. zdejšího mezinárodního letiště. Ve scéně operace na pohotovosti byli do vedlejších rolí obsazeni skuteční lékaři a zdravotní sestry. Steve McQueen, který vedle hlavní role byl také koproducentem filmu, k tomu uvedl: „Snažili jsme se  dosáhnout toho, abychom nenatočili divadelní film, ale film o realitě“.

### Filmové lokace
Bullittův případ byl jedním z prvních celovečerních filmů, který se téměř celý natáčel v San Franciscu (kromě úvodní scény v Chicagu). V rozhovoru z roku 1968 k tomu producent Philip D'Anatoni uvedl, že natáčení v San Franciscu nestálo více než v Los Angeles, a to i přes náklady na dopravu a ubytování, protože díky použití skutečných lokací se ušetřilo mnoho peněz na stavbu kulis.

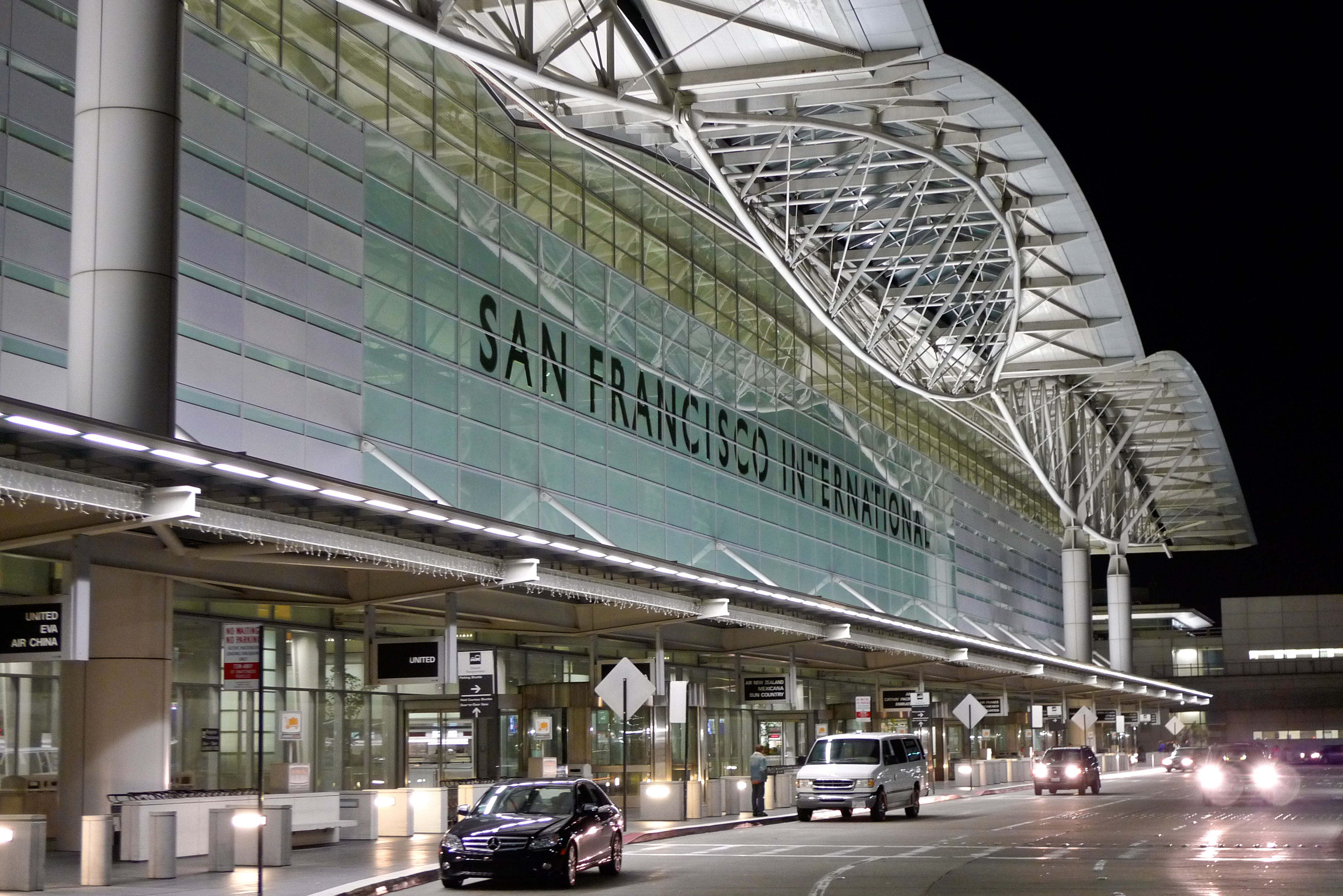
Filmování probíhalo také na letišti San Francisco, pro které filmaři potřebovali zvláštní povolení.

Mezi hlavní místa natáčení patří (místa natáčení automobilové honičky jsou uvedeny v jejím popisu):
- Mark Hopkins Hotel: luxusní hotel ve čtvrti Nob Hill.
- Kennedy Hotel (na rohu ulic Embarcadero a Howard).
- čtvrť Nob Hill: ve které se kromě řady luxusních hotelů nachází řada historických panských sídel .
- Cow Hollow: malá bohatá čtvrť, která se nachází mezi Russian Hill a Presidiem.
- Vallejo Street ve čtvrti Pacific Heights.
- Grace Cathedral: neogotická katedrála patřící episkopální církvi.
- San Francisco International Airport (viz obrázek): odehrávají se zde důležité závěrečné scény. Pro filmování na letišti filmaři potřebovali zvláštní povolení, které jim pomohl získat tehdejší starosta San Francisca Joseph Alioto. Natáčelo se dva týdny v noci po skončení běžného provozu.